# Аксуатський район
Аксуа́тський район (каз. Ақсуат ауданы, рос. Аксуатский район) — адміністративна одиниця у складі Абайської області Казахстану. Адміністративний центр — село Аксуат.

## Населення
Населення — 19916 осіб (2021; 21276 у 2009, 28355 у 1999, 33319 у 1989).

## Історія
9 січня 1935 року із частин Кокпектинського та Тарбагатайського районів був утворений Аксуатський район з центром у селі Аксуат. 14 жовтня 1939 року Аксуатський район зі складу Східноказахстанської області переданий до складу Семипалатинської області. 2 січня 1963 року Аксуатський район був ліквідований, територія увійшла до складу Кокпектинського району.
31 грудня 1964 року Аксуатський район був відновлений. 1997 року Семипалатинська область була ліквідована, район увійшов до складу Східноказахстанської області. 23 травня 1997 року Аксуатський район був ліквідований, територія увійшла до складу Тарбагатайського району, при цьому центр останнього перенесено до села Аксуат.
3 травня 2022 року Аксуатський район був відновлений шляхом виділення зі складу Тарбагатайського району, центром останнього стало село Акжар.

## Склад
До складу району входять 9 сільських округів:
| Поселення                      | Площа, км² | Населення, осіб (1989) | Населення, осіб (1999) | Населення, осіб (2009) | Населення, осіб (2021) | Центр      | Населені пункти |
| ------------------------------ | ---------- | ---------------------- | ---------------------- | ---------------------- | ---------------------- | ---------- | --------------- |
| Аксуатський сільський округ    | -          | 8097                   | 7503                   | 6126                   | 7183                   | Аксуат     | 1               |
| Єкпінський сільський округ     | -          | 3111                   | 2443                   | 1997                   | 1907                   | Єкпін      | 2               |
| Иргизбайський сільський округ  | -          | 2308                   | 1697                   | 1195                   | 1042                   | Жантікей   | 2               |
| Кизилкесецький сільський округ | -          | 3741                   | 3569                   | 2784                   | 2149                   | Кизилкесек | 3               |
| Кіндіктинський сільський округ | -          | 1990                   | 1443                   | 769                    | 682                    | Кіндікти   | 2               |
| Кокжиринський сільський округ  | -          | 3442                   | 3000                   | 2410                   | 2143                   | Кокжира    | 4               |
| Кумгольський сільський округ   | -          | 4114                   | 3443                   | 2321                   | 1901                   | Кумголь    | 4               |
| Ойшиліцький сільський округ    | -          | 4303                   | 3615                   | 2442                   | 1984                   | Ойшилік    | 6               |
| Сатпаєвський сільський округ   | -          | 2213                   | 1642                   | 1232                   | 925                    | Сатпаєв    | 3               |

## Найбільші населені пункти
Нижче подано список населених пунктів з чисельністю населення понад 1000 осіб:
| № | Населений пункт | Населення, осіб (1989) | Населення, осіб (1999) | Населення, осіб (2009) | Населення, осіб (2021) |
| - | --------------- | ---------------------- | ---------------------- | ---------------------- | ---------------------- |
| 1 | Аксуат          | 8097                   | 7503                   | 6126                   | 7183                   |
| 2 | Кокжира         | 2413                   | 2296                   | 1796                   | 2005                   |
| 3 | Єкпін           | 2180                   | 2055                   | 1581                   | 1736                   |
| 4 | Ойшилік         | 2705                   | 2304                   | 1441                   | 1516                   |
| 5 | Кизилкесек      | 1980                   | 2028                   | 1792                   | 1412                   |
| 6 | Кумголь         | 2124                   | 1905                   | 1210                   | 1079                   |